# Reiner Braun (Aktivist)

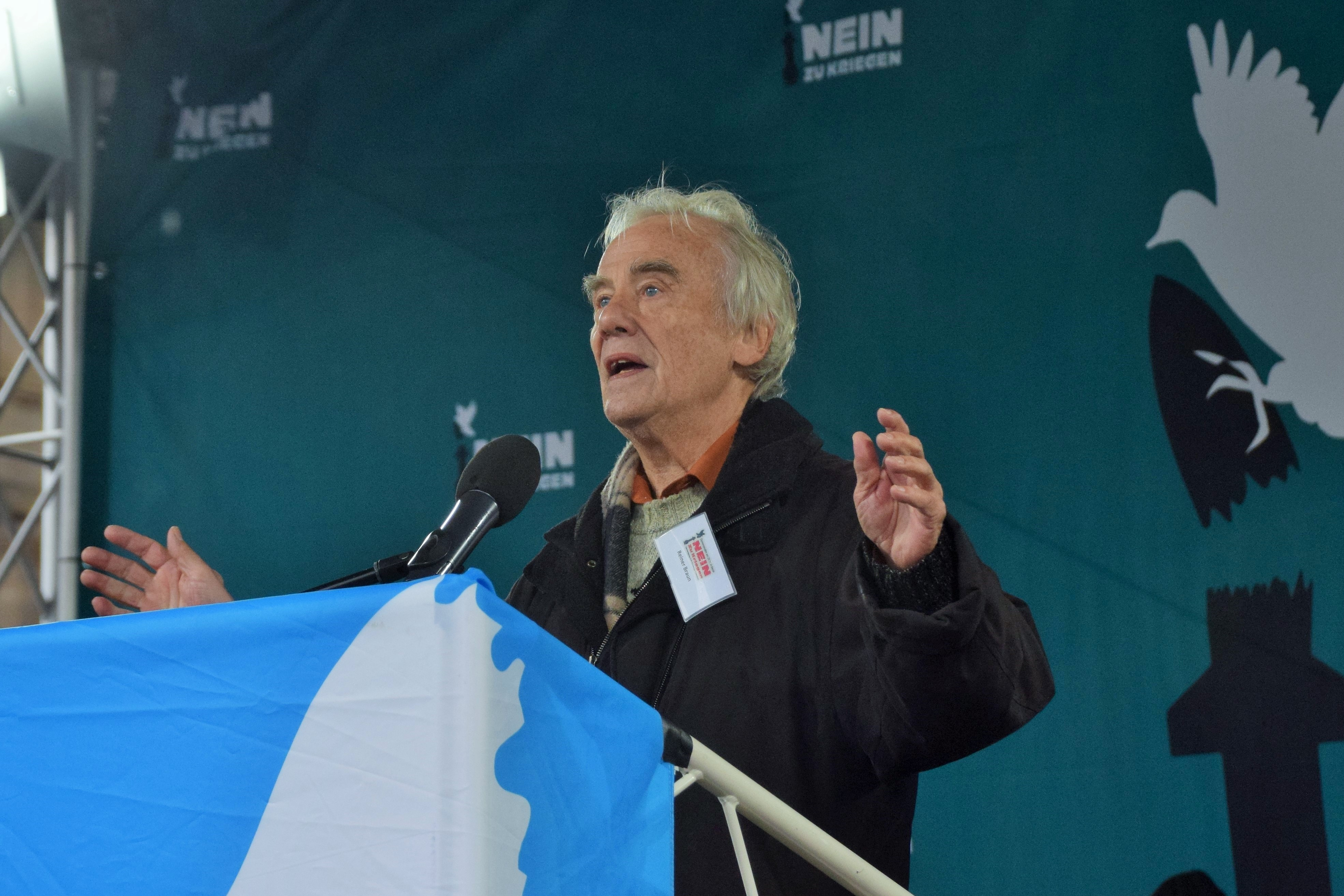
Reiner Braun bei der Demo „Nein zu Kriegen“ (Berlin, 2023)

Reiner Braun (* 22. Dezember 1952 in Braunschweig) ist ein deutscher Aktivist und Autor, der Mitarbeiter und Geschäftsführer von friedenspolitischen Organisationen war.

## Leben
In den 1980er-Jahren war Reiner Braun am Krefelder Appell beteiligt. Vor dem Einstein-Jubiläum im Jahr 2005 war er Mitarbeiter des Max-Planck-Instituts für Wissenschaftsgeschichte.
Von 2006 bis etwa 2014 war er Geschäftsführer der Vereinigung Deutscher Wissenschaftler und war bis 2017 Geschäftsführer der IALANA (International Association of Lawyers against Nuclear Arms). Außerdem war er Sprecher der „Kooperation für den Frieden“. Reiner Braun ist außerdem stellvertretender Vorsitzender der NaturwissenschaftlerInnen-Initiative Verantwortung für Friedens- und Zukunftsfähigkeit e. V. (NatWiss). sowie im Vorstand der Stiftung Friedensbildung. Darüber hinaus war er der maßgebliche Initiator des Friedenswinter 2014/15. Er wollte die alte Friedensbewegung durch das Bündnis mit den Mahnwachen neu beleben, deren Vertreter einbinden und zu Führungspersonen aufbauen. Von 2013 bis 2019 war Reiner Braun Co-Präsident des Internationalen Friedensbüros (IPB) in Genf.
Braun lebt in Berlin.

## Kritik

### Nähe zum Antisemitismus
Zentrale Figur der Mahnwachen seit 2014 war unter anderen Ken Jebsen, dem das Landgericht Köln 2015 gemachte antisemitische Äußerungen beeidete. Braun verteidigte derartige, 2014 geäußerte Aussagen Jebsens als „relativ scharfe Israelkritik“.

### Russischer Überfall auf die Ukraine
Im April 2022 sprach Braun der Ukraine nach dem russischen Überfall auf die Ukraine das Recht auf Selbstverteidigung ab und trat gegen Waffenlieferungen auf.
Im Juni 2023 trat Braun im Rahmen seiner Tätigkeit beim IPB gemeinsam mit Gerhard Kofler vom Aktionsbündnis für Frieden, aktive Neutralität und Gewaltfreiheit (AbFaNG) als Veranstalter eines „Friedensgipfels“ in Wien auf. Einer der geplanten Stargäste des Gipfels war Jeffrey Sachs, welcher auch in russischen Propagandashows auftrat. Die Ankündigung des Gipfels folgte der russischen Propaganda und führte die Schuld an der „illegalen Invasion“ der Ukraine auf „westliche Pläne“ und die NATO-Erweiterung zurück. Statt eines Abzugs russischer Truppen wurde ein sofortiger Waffenstillstand gefordert, was als faktische Zustimmung zu den russischen Gebietsgewinnen verstanden werden kann.

## Veröffentlichungen (Auswahl)
- mit David Krieger: Einstein – peace now!: visions and ideas. Wiley-VCH, Weinheim 2005, ISBN 3-527-40604-2.
- als Hrsg.: Joseph Rotblat: visionary for peace. Wiley-VCH-Verlag, Weinheim 2007, ISBN 978-3-527-40690-6.
- Dem Frieden eine Chance: Truppen raus aus Afghanistan. herausgegeben vom Arbeitsausschuss Afghanistankongress und der Zeitung Neues Deutschland. Neues Deutschland, Dr. und Verlag, Berlin 2008.
- als Hrsg.: Kriege um Ressourcen: Herausforderungen für das 21. Jahrhundert. Oekom, München 2008, ISBN 978-3-86581-093-9.
- mit Stephan Albrecht, Hans-Joachim Bieber, Peter Croll, Henner Ehringhaus, Maria Finckh, Hartmut Graßl, Ernst Ulrich von Weizsäcker (Hrsg.): Wissenschaft – Verantwortung – Frieden: 50 Jahre VDW. Berlin 2009, ISBN 978-3-8305-1704-7.
- mit Peter Becker: Frieden durch Recht? / [IALANA]. BWV, Berliner Wiss.-Verlag, Berlin 2010, ISBN 978-3-8305-1721-4.
- mit Ulrich Bartosch, Gerd Litfin, Götz Neuneck (Hrsg.): Verantwortung von Wissenschaft und Forschung in einer globalisierten Welt: Forschen – Erkennen – Handeln. Lit, Berlin / Münster 2011, ISBN 978-3-643-11285-9, Reihe: Weltinnenpolitische Colloquien; Band 4.
- mit Ulrich Bartosch (Hrsg.): Perspektiven und Begegnungen – Carl Friedrich von Weizsäcker zum 100. Geburtstag. Lit, Berlin / Münster 2012, ISBN 978-3-643-11788-5, Weltinnenpolitische Colloquien, Band 5.
- Wissenschaft und Frieden „Wir müssen auf den Straßen wieder sichtbarer werden“ Peace Event Sarajevo 2014, 6.–9. Juni 2014, Sarajewo von Reiner Braun, Kristine Karch und Lucas Wirl